# Chris Kattan
Christopher Lee Kattan (Sherman Oaks, Los Angeles, 1970. október 19. –) amerikai színész, komikus és író.

## Fiatalkora és családja
Kattan a kaliforniai Culver Cityben született. Édesapja, Kip King színészként és szinkronszínészként dolgozott. Édesanyját egykor a Playboy számára fotózták, és modellként dolgozott Londonban. Apja iraki és lengyel zsidó szülők gyermekeként született. Édesanyja, aki Magyarországon született, buddhista. Nevelőapja buddhista terapeuta és szerzetes volt. Féltestvére, Andrew Joslyn hivatásos zenész és zeneszerző. Egy Zen központban nőtt fel a Los Angeles melletti San Antonio hegyen. A washingtoni Bainbridge Islandre költözött, ahol a Bainbridge High Schoolba járt, 1989-ben végzett.

## Magánélete
2008. június 28-án vette feleségül Sunshine Deia Tutt modellt a kaliforniai Oakhurstban, miután 2006 karácsony estéjén megkérte a kezét. A pár 2008. augusztus 10-én szakított, és 2009 februárjában váltak el.

### Nyaksérülése
2017-ben versenyzett a Dancing with the Starsban, és a Dancing zsűritagjai kritizálták merev felsőtestének mozgása miatt. Kattan később elárulta, hogy közel 20 évvel ezelőtt egy kaszkadőrmutatvány közben eltörte a nyakát, a sérülése és az azt követő műtétek voltak az okai a mozgáshiányának. Azt is elárulta, hogy a negyedik műtétje után elkezdett fájdalomcsillapítót szedni, ami 2014-es letartóztatáshoz vezetett ittas vezetés miatt. Memoárjában további részleteket árult el a sérülésről: azt állította, a 2001. május 12-én sugárzott SNL-szkeccs eredménye miatt történt. Az Aranylányok paródiája közben hátravetette magát és egy széknek esett. Hozzátette, az NBC öt műtétből kettőt fizetett a gerincsérülésének gyógyítására.

## Filmográfia

### Film
| Év   | Magyar cím                                          | Eredeti cím                                          | Szerep                | Magyar hang      |
| ---- | --------------------------------------------------- | ---------------------------------------------------- | --------------------- | ---------------- |
| 1993 |                                                     | The Making of ’...And God Spoke’                     | mozilátogató          |                  |
| 1998 | Diszkópatkányok                                     | A Night at the Roxbury                               | Doug Butabi           | Lippai László    |
| 1999 | Ház a Kísértet-hegyen                               | House on Haunted Hill                                | Watson Pritchett      | Csőre Gábor      |
| 2001 | Talpig majom                                        | Monkeybone                                           | Stu, szervdonor       | Hujber Ferenc    |
| 2001 | Corky Romano, a kezes farkas                        | Corky Romano                                         | Corky Romano          | Görög László     |
| 2002 | Téglatesó                                           | Undercover Brother                                   | Mr. Toll              | Földi Tamás      |
| 2005 |                                                     | Adam & Steve                                         | Michael               |                  |
| 2005 | Mennyből az ördög                                   | Santa's Slay                                         | Jason Mason           |                  |
| 2006 | Karácsonyi csoda                                    | Christmas in Wonderland                              | Leonard Cardoza       | Galbenisz Tomasz |
| 2007 | Zombik városa: Nincs menekvés                       | Undead or Alive: A Zombedy                           | Luke Rudd             | Seszták Szabolcs |
| 2007 |                                                     | Aqua Teen Hunger Force Colon Movie Film for Theaters | Walter Melon (hangja) |                  |
| 2007 | Nancy Drew: A hollywoodi rejtély                    | Nancy Drew                                           | betörő                | Vári Attila      |
| 2008 | Delgo                                               | Delgo                                                | Filo (hangja)         | Szokol Péter     |
| 2009 |                                                     | Scouts Honor: Badge to the Bone                      | Brandon               |                  |
| 2009 |                                                     | Tanner Hall                                          | George Middlewood     |                  |
| 2010 |                                                     | Hollywood & Wine                                     | Jack Sanders          |                  |
| 2010 |                                                     | Devolved                                             | Papillion edző        |                  |
| 2010 | Bikinis bombázók bevetésen                          | Hard Breakers                                        | Hertz Waters          |                  |
| 2011 |                                                     | A Holiday Heist                                      | Harry nagybácsi       |                  |
| 2012 |                                                     | Foodfight!                                           | pingvin (hangja)      |                  |
| 2012 |                                                     | Crazy Enough                                         | Fred / Teddy          |                  |
| 2012 | Csajok, puskák és a Király                          | Guns, Girls and Gambling                             | meleg Elvis           | Kapácsy Miklós   |
| 2013 |                                                     | Slightly Single in L.A.                              | Drew                  |                  |
| 2015 | Hotel Transylvania 2. – Ahol még mindig szörnyen jó | Hotel Transylvania 2                                 | Brandon (hangja)      | Kaszás Gergő     |
| 2015 | Hotel Transylvania 2. – Ahol még mindig szörnyen jó | Hotel Transylvania 2                                 | Süti (hangja)         | Kossuth Gábor    |
| 2015 | Nevetséges hatos                                    | The Ridiculous 6                                     | John Wilkes Booth     |                  |
| 2015 |                                                     | ImagiGARY                                            | Jones rendőr          |                  |
| 2016 |                                                     | The Last Film Festival                               | Harvey Weinstein      |                  |
| 2017 |                                                     | Walk of Fame                                         | Alejandro             |                  |
| 2017 |                                                     | Breaking Legs                                        | Robby                 |                  |
| 2017 |                                                     | How to Get Girls                                     | Mr. Fox               |                  |
| 2018 |                                                     | Mr. Malevolent                                       | Mr. Preevy            |                  |
| 2019 |                                                     | The Soviet Sleep Experiment                          | 3. számú alany        |                  |
| 2020 |                                                     | Guest House                                          | Ricky, kézbesítő      |                  |
| 2020 |                                                     | In Other Words                                       | Maximillion Woods     |                  |
| 2021 |                                                     | 40-Love                                              | Bootman               |                  |
| 2021 |                                                     | Famous                                               | Lawrence Nichols      |                  |

Egyéb filmek
- Any Given Wednesday (2000) – Al Pacino (rövidfilm)
- Troop Hood (2015) – Phil Neffler (rövidfilm)
- The Passenger (2015) – Sebastian (rövidfilm)
- Desiderata (2017) – férfi (rövidfilm)
- The Bobby Roberts Project (2018) – önmaga (áldokumentumfilm)

### Televízió
| Év        | Magyar cím                    | Eredeti cím                            | Szerep                     | Megjegyzések                                    |
| --------- | ----------------------------- | -------------------------------------- | -------------------------- | ----------------------------------------------- |
| 1995      |                               | NewsRadio                              | alkalmazott                | 1 epizód                                        |
| 1996      |                               | Grace Under Fire                       | karneváli konferanszié     | 1 epizód                                        |
| 1996–2011 | Saturday Night Live           | Saturday Night Live                    | több szereplő              | 148 epizód                                      |
| 2006      |                               | Enough About Me                        | Chris Adams                | tévéfilm                                        |
| 2006      | Totál frankó                  | Totally Awesome                        | Gabriel                    | - tévéfilm - magyar hangja: - Papp Dániel       |
| 2006      | Mikulás szabadságon           | The Year Without a Santa Claus         | Sparky                     | - tévéfilm - magyar hangja: - Karácsonyi Zoltán |
| 2007      |                               | Two Dreadful Children                  | Chet Dunbar (hangja)       | tévéfilm                                        |
| 2008      |                               | Gym Teacher: The Movie                 | házigazda                  | tévéfilm                                        |
| 2009      |                               | AllaKattan!                            | önmaga                     |                                                 |
| 2009–2014 | A semmi közepén               | The Middle                             | Bob Weaver                 | állandó szereplő (56 epizód)                    |
| 2010–2014 | Így jártam anyátokkal         | How I Met Your Mother                  | Jed Mosely                 | 2 epizód                                        |
| 2011      |                               | Late Night with Jimmy Fallon           | Casey Madisenn / Bill Fisk | 1 epizód                                        |
| 2014      |                               | The (206)                              | több szereplő              | 1 epizód'                                       |
| 2014      |                               | The Tonight Show Starring Jimmy Fallon | Craig Newton               | 1 epizód                                        |
| 2014–2015 | Jake és Sohaország kalózai    | Jake and the Never Land Pirates        | King Zongo (hangja)        | 3 epizód                                        |
| 2015      |                               | The Awesomes                           | Indiana Johnson            | 1 epizód                                        |
| 2016      |                               | Jingle Ballin'                         | DJ Booth                   |                                                 |
| 2016–2018 | Nyuszipoly                    | Bunnicula                              | Bunnicula / Arthur Monroe  | állandó szereplő (69 epizód)                    |
| 2017      | Cápavihar 5.                  | Sharknado 5: Global Swarming           | miniszterelnök             | tévéfilm                                        |
| 2017      |                               | Real Rob                               | Mitch                      | 1 epizód                                        |
| 2017–2018 | Voltron: A legendás védelmező | Voltron: Legendary Defender            | Blaytz (hangja)            | 3 epizód                                        |
| 2018      |                               | The Time Capsule                       | Rod                        | tévéfilm                                        |
| 2018      |                               | Lent!                                  | Conrad                     | tévéfilm                                        |
| 2022      |                               | Celebrity Big Brother 3                | önmaga                     | realityshow                                     |
| 2022      | Csészefej és Bögrearc         | The Cuphead Show                       | Werner Werman (hangja)     | 1 epizód                                        |

## Fordítás
- Ez a szócikk részben vagy egészben  a   Chris Kattan című angol Wikipédia-szócikk ezen változatának fordításán alapul.  Az eredeti cikk szerkesztőit annak laptörténete sorolja fel. Ez a jelzés csupán a megfogalmazás eredetét és a szerzői jogokat jelzi, nem szolgál a cikkben szereplő információk forrásmegjelöléseként.